# Prix Georges-Dupau
Le prix Georges-Dupau, de la fondation du même nom, est un ancien prix littéraire administré par l'Académie française de 1938 à 1989.

## Liste des lauréats
- 1942 : 
  - Léon-Paul Fargue
  - Jean Paulhan
  - Robert Kemp
  - Hélène Du Taillis
- 1943 :
  - Judith Cladel
  - André Fontainas
  - Rachilde
  - Marcelle Tinayre, Ensemble de son œuvre
- 1944 :
  - Léon Bocquet
  - Louis Martin-Chauffier
  - Georges Delaquys
  - Thilda Harlor
  - Gabriel Reuillard
- 1945 :
  - Maurice Carité
  - Lucien Corpechot
  - Édouard Moutier
  - Cécile Perrin
- 1946 :
  - Auguste Dupouy, Ensemble de son œuvre
  - Gérard de Lacaze-Duthiers
  - Gabriel Reuillard
- 1947 :
  - Charles-Henry Hirsch
  - Léon Lafage
- 1948 :
  - Lucien Fabre
  - Frédéric Lefèvre
  - Jules Mouquet
  - Rachilde, Quand j’étais jeune
- 1949
  - André Delacour
  - Ernest Florian-Parmentier
  - Jean-Joseph Renaud
- 1950 :
  - Émile Buré
  - Philéas Lebesgue
  - Wilfrid Lucas
  - Ève Paul-Margueritte
  - Lucie Paul-Margueritte
- 1951 :
  - Jean Lebrau
  - Alphonse Métérié
  - Jean-Paul Vaillant
- 1952 :
  - Germaine Beaumont
  - Léon Bocquet
  - Raymond Escholier
  - Jacques Legray
  - Jean Nesmy, Au cœur secret des bois
  - Jean Tild
  - Marguerite Yourcenar
- 1953: 
  - Jules Bertaut, Côte d’Azur
  - Pierre Hamp
- 1954 :
  - Georges Delaquys
  - M. et Mme Pierre Paraf
- 1955 :
  - Henri Clouard, Ensemble de son œuvre
  - Yves-Gérard Le Dantec, Ensemble de son œuvre
- 1956 :
  - Elian Finbert, Ensemble de son œuvre
  - Marthe Jaccoud, Ensemble de son œuvre
- 1957 :
  - Robert Barroux
  - Suzanne Normand
  - Marcel Pollitzer
- 1958 :
  - René Marill Albérès (en)
  - Dominique Aury
  - Roger Caillois
  - Pierre Flottes
- 1959 : 
  - Jules Bertaut
  - Ritter
- 1960 :
  - Henry Bars, Maritain en notre temps
  - Violette Méjan, La séparation des Églises et de l'État
- 1961 :
  - Jacques Hérissay, Ensemble de son œuvre
  - André Ménabréa, Ensemble de son œuvre
- 1962 :
  - Jean Malye, Ensemble de son œuvre
  - Samuel de Sacy, Ensemble de son œuvre
- 1963 : Jean Daridan, Biographie d'Abraham Lincoln
- 1964 : 
  - Katia Granoff, Anthologie de la Poésie russe
  - Jacques Hérissay, Ensemble de son œuvre
- 1965 :
  - Louis-Alphonse Maugendre, La Renaissance catholique au début du XXe siècle
  - Jacques Vier, La comtesse d'Agoult et son temps
- 1966 : Jean Levaillant, Les aventures du scepticisme, Essai sur l'évolution intellectuelle d'Anatole France
- 1969 : Henri Mitterand, Édition des Œuvres de Zola
- 1970 : Jules Chaix-Ruy, Ensemble de son œuvre
- 1971 : Jacques Vier, Histoire de la littérature française
- 1972 : Robert Baldick (en), Ensemble de son œuvre
- 1973 :
  - Jacques Godbout, D'amour, P.Q.
  - Arnold Mandel, Le Périple
- 1974 :
  - Bernard Gavoty, Chopin
  - André Merlaud, Thomas More
- 1975 :
  - Gilbert Durand, Science de l'homme et tradition
  - Georges Pillement, Les Pré-impressionnistes
- 1976 : Jacques Body, Giraudoux en Allemagne
- 1977 : Jeanne Ancelet-Hustache, Ensemble de son œuvre
- 1978 : Paulo E. de Berredo Carneiro (pt) et Pierre Arnaud, pour l'édition de la Correspondance générale d'Auguste Comte
- 1979 : Roger Duchêne, pour l'édition de la Correspondance de Madame de Sévigné
- 1980 : Raymond Bruckberger, Ensemble de son œuvre
- 1981 : Philippe Boegner, L'Enchaînement
- 1982 : Paul Milliez, Médecin de la liberté
- 1984 : Catherine Hermary-Vieille, Ensemble de son œuvre
- 1985 : Jacques Chancel, Le Guetteur de rives
- 1986 : Michel Bulteau, pour ses divers travaux et animations littéraires
- 1987 : André Brincourt, Malraux. Le malentendu
- 1988 : Michel Tauriac, Les Bas noirs
- 1989 : Paul Ginestier, Ensemble de son œuvre